# Großer Preis von Australien 2008
Der Große Preis von Australien 2008 (offiziell 2008 Formula 1 ING Australian Grand Prix) fand am 16. März auf dem Albert Park Circuit in Melbourne statt und war das erste Rennen der Formel-1-Weltmeisterschaft 2008.

## Berichte

### Hintergrund
Die Scuderia Toro Rosso gab bereits im August 2007 die Verpflichtung des bisherigen Champ-Car-Piloten Sébastien Bourdais bekannt. Der Franzose unterschrieb für zwei Jahre. Fernando Alonsos Vertrag bei McLaren-Mercedes wurde nach nur einer Saison einvernehmlich aufgelöst. Er wechselte zurück zu Renault. Der bisherigen Testfahrers Nelson Piquet junior wurde zweiter Fahrer. Im Gegenzug verpflichtete McLaren den bisherigen Renault-Piloten Heikki Kovalainen für das freigewordene Cockpit. Bei Williams startete der Japaner Kazuki Nakajima für Alexander Wurz. Der Deutsche Timo Glock nahm den Platz von Ralf Schumacher, der seine Karriere beendete, bei Toyota ein. Der bisherige Renault-Fahrer Giancarlo Fisichella wechselte zum neuen Rennstall Force India, welches bis zur vorigen Saison als Spyker F1 an den Rennen teilnahm, und wurde Teamkollege von Adrian Sutil.
Als amtierender Weltmeister ging Kimi Räikkönen in die Saison.
Mit David Coulthard (zweimal), Räikkönen, Alonso und Fisichella (jeweils einmal) traten vier ehemalige Sieger zu diesem Grand Prix an.

### Training
Im ersten freien Training der neuen Formel-1-Saison fuhr der Titelverteidiger Räikkönen im Ferrari die schnellste Runde. Auf dem zweiten Platz lag Hamilton vor Felipe Massa.
Am Nachmittag fuhr Hamilton Bestzeit. Zweiter wurde der Lokalmatador Mark Webber im Red Bull-Renault, Räikkönen Dritter.
Im dritten freien Training wurde Robert Kubica vor seinem Teamkollegen Nick Heidfeld Erster. Alonso belegte den dritten Rang.

### Qualifikation
Das Qualifying bestand aus drei Teilen mit einer Nettolaufzeit von 45 Minuten. Im ersten Qualifying-Segment (Q1) hatten die Fahrer 18 Minuten Zeit, um sich für das Rennen zu qualifizieren. Die besten 16 Fahrer erreichten den nächsten Teil. Kovalainen war Schnellster. Beide Force India, beide Super Aguri, Bourdais und Piquet jr. schieden aus.
Der zweite Abschnitt (Q2) dauerte 15 Minuten. Die schnellsten zehn Piloten qualifizierten sich für den dritten Teil des Qualifyings. Hamilton war Schnellster. Die beiden Honda, Alonso, Nakajima, Webber und Räikkönen schieden aus.
Der letzte Abschnitt (Q3) ging über eine Zeit von zwölf Minuten, in denen die ersten zehn Startpositionen vergeben wurden. Hamilton fuhr mit einer Rundenzeit von 1:26,714 Minuten die Bestzeit vor Kubica und Kovalainen und sicherte sich so die erste Pole-Position der Saison und seine siebte insgesamt. Für McLaren war es die 134. Pole-Position, für Mercedes als Motorenhersteller die 63.

### Rennen

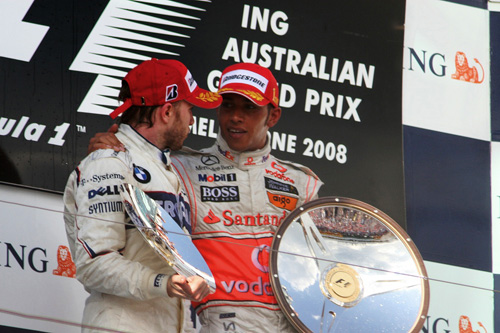
Lewis Hamilton (rechts) mit Nick Heidfeld (links) während der Siegerehrung

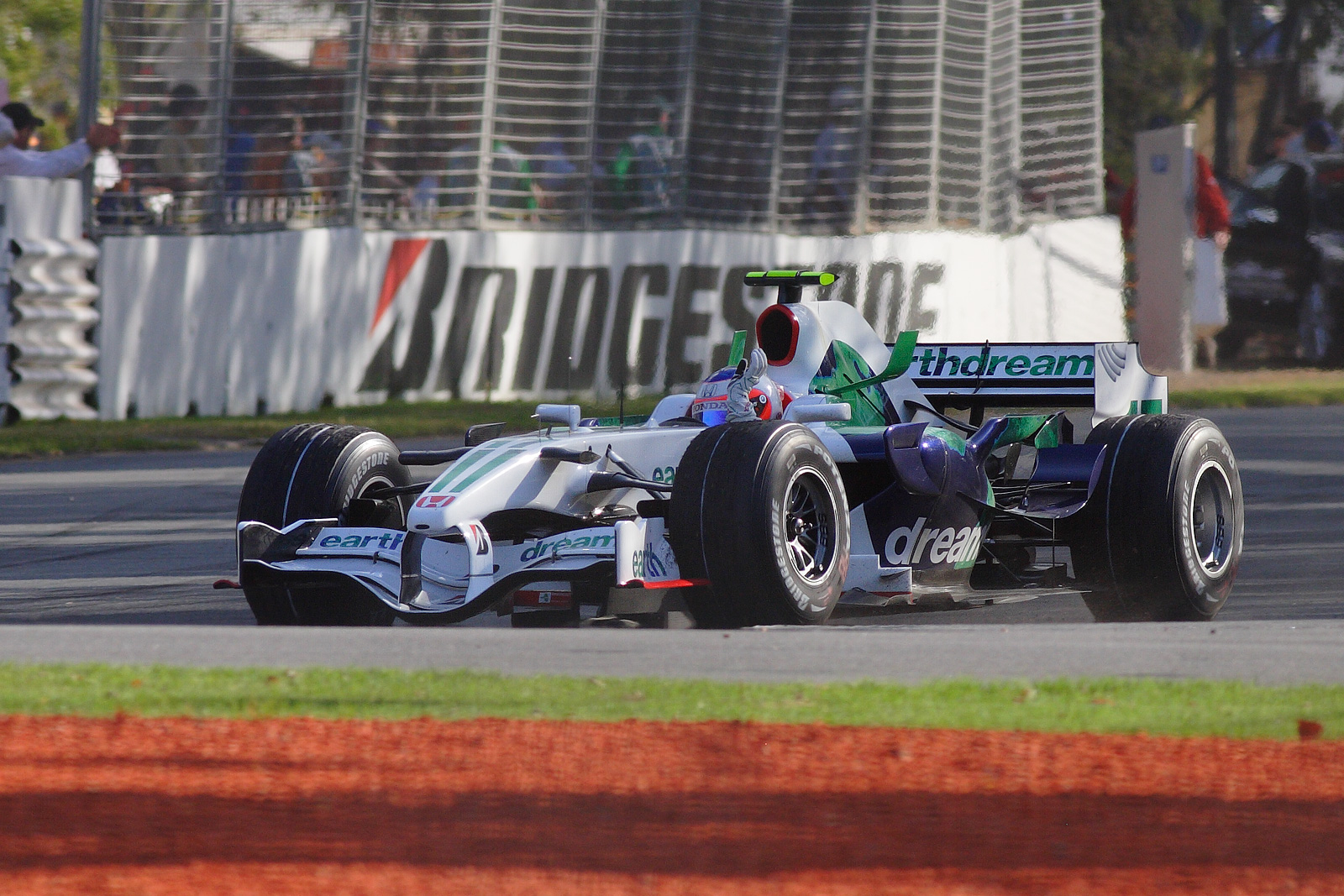
Rubens Barrichello beendete das Rennen als Sechster, wurde aber nachträglich disqualifiziert

Das erste Rennen der Saison 2008 entschied Hamilton für sich. Dem McLaren-Mercedes-Pilot gelang ein Start- und Zielsieg vor Heidfeld und Rosberg. Bereits in der ersten Runde schieden Jenson Button, Anthony Davidson, Fisichella und Sebastian Vettel nach einer Kollision aus. Webber musste aufgrund von Problemen in der Hydraulik sein Heimrennen ebenfalls nach wenigen Metern beenden. Ins Ziel schafften es sieben von 22 Boliden. Rubens Barrichello wurde als Sechster nachträglich von den Stewards disqualifiziert, weil er die Boxengasse bei Rot verlassen hatte. Unter anderem profitierte Räikkönen: Obwohl er seinen Wagen zwei Runden vor Rennende abstellen musste, erhielt er nachträglich einen WM-Punkt.
Insgesamt kam das Safety-Car dreimal zum Einsatz. Die schnellste Rennrunde fuhr Kovalainen in 1:27,418 Minuten.

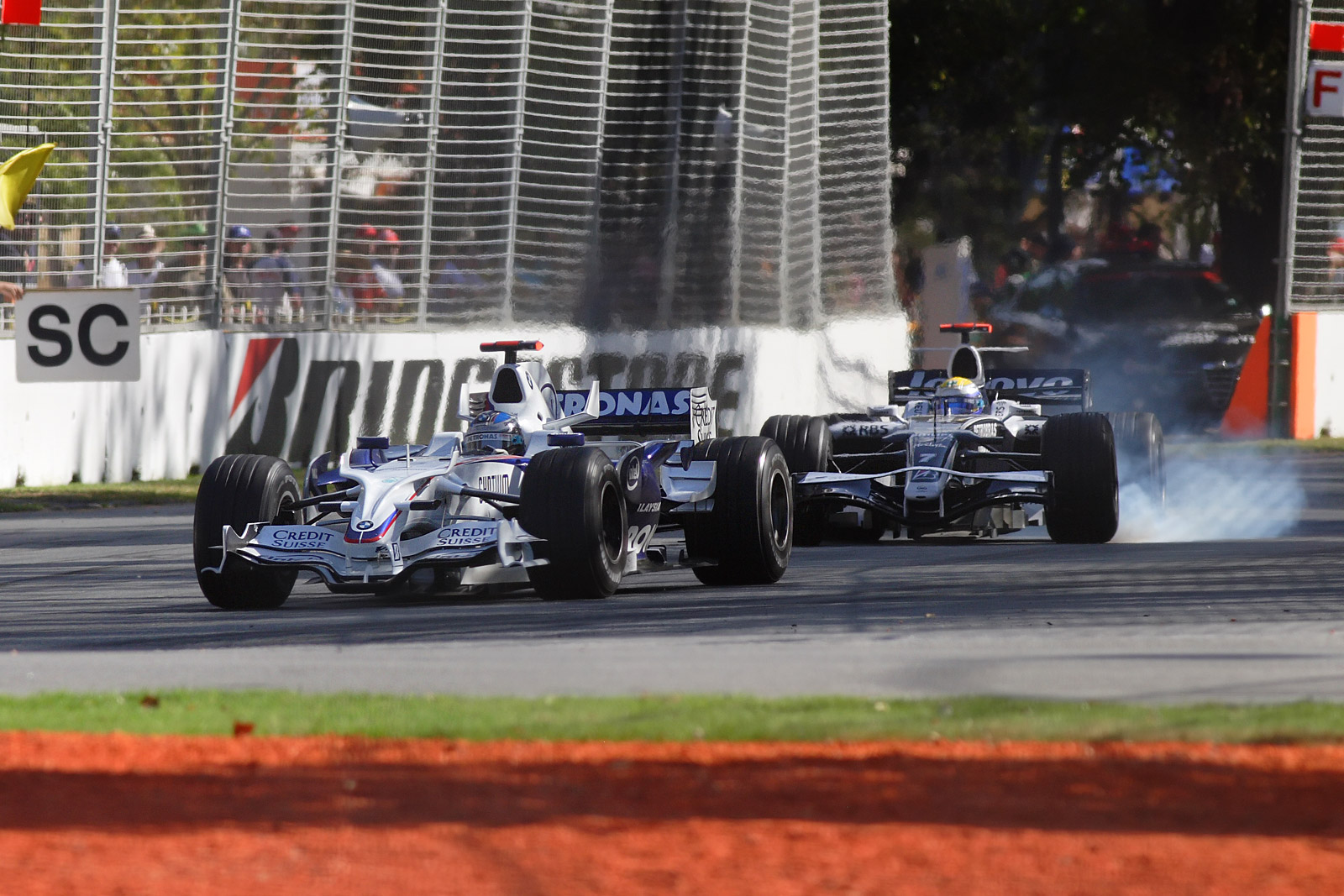
Die beiden Deutschen Nick Heidfeld und Nico Rosberg im Zweikampf

Hamilton sicherte sich seinen fünften Sieg in der Formel-1-Weltmeisterschaft. Kovalainen erreichte seine erste schnellste Rennrunde. Für McLaren war es die 135. schnellste Rennrunde und der 157. Grand Prix Sieg in der Formel-1-Geschichte. Mercedes erreichte die 75. schnellste Rennrunde und den 62. Sieg in der Formel 1. Rosberg erzielte seine erste Podiumsplatzierung in der Formel 1. Bourdais sicherte sich in seinem ersten Grand Prix seine ersten WM-Punkte und Nakajima erzielte in seinem zweiten Grand Prix seine ersten WM-Punkte.
In der Fahrerwertung entsprach das Rennergebnis dem WM-Stand. In der Konstrukteurswertung führte McLaren-Mercedes vor BMW Sauber und Williams-Toyota.

## Meldeliste
| Team                      | Nr. | Fahrer               | Chassis           | Motor                | Reifen |
| ------------------------- | --- | -------------------- | ----------------- | -------------------- | ------ |
| Scuderia Ferrari Marlboro | 01  | Kimi Räikkönen       | Ferrari F2008     | Ferrari 2.4 V8       | B      |
| Scuderia Ferrari Marlboro | 02  | Felipe Massa         | Ferrari F2008     | Ferrari 2.4 V8       | B      |
| BMW Sauber F1 Team        | 03  | Nick Heidfeld        | BMW Sauber F1.08  | BMW 2.4 V8           | B      |
| BMW Sauber F1 Team        | 04  | Robert Kubica        | BMW Sauber F1.08  | BMW 2.4 V8           | B      |
| ING Renault F1 Team       | 05  | Fernando Alonso      | Renault R28       | Renault 2.4 V8       | B      |
| ING Renault F1 Team       | 06  | Nelson Piquet jr.    | Renault R28       | Renault 2.4 V8       | B      |
| AT&T Williams             | 07  | Nico Rosberg         | Williams FW30     | Toyota 2.4 V8        | B      |
| AT&T Williams             | 08  | Kazuki Nakajima      | Williams FW30     | Toyota 2.4 V8        | B      |
| Red Bull Racing           | 09  | David Coulthard      | Red Bull RB4      | Renault 2.4 V8       | B      |
| Red Bull Racing           | 10  | Mark Webber          | Red Bull RB4      | Renault 2.4 V8       | B      |
| Panasonic Toyota Racing   | 11  | Jarno Trulli         | Toyota TF108      | Toyota 2.4 V8        | B      |
| Panasonic Toyota Racing   | 12  | Timo Glock           | Toyota TF108      | Toyota 2.4 V8        | B      |
| Scuderia Toro Rosso       | 14  | Sébastien Bourdais   | Toro Rosso STR2B  | Ferrari 2.4 V8       | B      |
| Scuderia Toro Rosso       | 15  | Sebastian Vettel     | Toro Rosso STR2B  | Ferrari 2.4 V8       | B      |
| Honda Racing F1 Team      | 16  | Jenson Button        | Honda RA108       | Honda 2.4 V8         | B      |
| Honda Racing F1 Team      | 17  | Rubens Barrichello   | Honda RA108       | Honda 2.4 V8         | B      |
| Super Aguri F1 Team       | 18  | Takuma Satō          | Super Aguri SA08  | Honda 2.4 V8         | B      |
| Super Aguri F1 Team       | 19  | Anthony Davidson     | Super Aguri SA08  | Honda 2.4 V8         | B      |
| Force India F1 Team       | 20  | Adrian Sutil         | Force India VJM01 | Ferrari 2.4 V8       | B      |
| Force India F1 Team       | 21  | Giancarlo Fisichella | Force India VJM01 | Ferrari 2.4 V8       | B      |
| Vodafone McLaren Mercedes | 22  | Lewis Hamilton       | McLaren MP4-23    | Mercedes-Benz 2.4 V8 | B      |
| Vodafone McLaren Mercedes | 23  | Heikki Kovalainen    | McLaren MP4-23    | Mercedes-Benz 2.4 V8 | B      |

Anmerkungen
1. ↑  McLaren-Mercedes fiel aufgrund einer Strafe infolge der Spionage-Affäre automatisch auf die letzte Position in der Teamrangliste.

## Klassifikationen

### Qualifying
| Pos. | Fahrer               | Konstrukteur        | Q1       | Q2         | Q3         | Start |
| ---- | -------------------- | ------------------- | -------- | ---------- | ---------- | ----- |
| 01   | Lewis Hamilton       | McLaren-Mercedes    | 1:26,572 | 1:25,187   | 1:26,714   | 01    |
| 02   | Robert Kubica        | BMW Sauber          | 1:26,103 | 1:25,315   | 1:26,869   | 02    |
| 03   | Heikki Kovalainen    | McLaren-Mercedes    | 1:25,664 | 1:25,452   | 1:27,079   | 03    |
| 04   | Felipe Massa         | Ferrari             | 1:25,994 | 1:25,691   | 1:27,178   | 04    |
| 05   | Nick Heidfeld        | BMW Sauber          | 1:25,960 | 1:25,518   | 1:27,236   | 05    |
| 06   | Jarno Trulli         | Toyota              | 1:26,427 | 1:26,101   | 1:28,527   | 06    |
| 07   | Nico Rosberg         | Williams-Toyota     | 1:26,295 | 1:26,059   | 1:28,687   | 07    |
| 08   | David Coulthard      | Red Bull-Renault    | 1:26,381 | 1:26,063   | 1:29,041   | 08    |
| 09   | Timo Glock           | Toyota              | 1:26,919 | 1:26,164   | 1:29,593   | 19    |
| 10   | Sebastian Vettel     | Toro Rosso-Ferrari  | 1:26,702 | 1:25,842   | keine Zeit | 09    |
| 11   | Rubens Barrichello   | Honda               | 1:26,369 | 1:26,173   | –          | 10    |
| 12   | Fernando Alonso      | Renault             | 1:26,907 | 1:26,188   | –          | 11    |
| 13   | Jenson Button        | Honda               | 1:26,712 | 1:26,259   | –          | 12    |
| 14   | Kazuki Nakajima      | Williams-Toyota     | 1:26,891 | 1:26,413   | –          | 13    |
| 15   | Mark Webber          | Red Bull-Renault    | 1:26,914 | keine Zeit | –          | 14    |
| 16   | Kimi Räikkönen       | Ferrari             | 1:26,140 | keine Zeit | –          | 15    |
| 17   | Giancarlo Fisichella | Force India-Ferrari | 1:27,207 | –          | –          | 16    |
| 18   | Sébastien Bourdais   | Toro Rosso-Ferrari  | 1:27,446 | –          | –          | 17    |
| 19   | Adrian Sutil         | Force India-Ferrari | 1:27,859 | –          | –          | 22    |
| 20   | Takuma Satō          | Super Aguri-Honda   | 1:28,208 | –          | –          | 18    |
| 21   | Nelson Piquet jr.    | Renault             | 1:28,330 | –          | –          | 20    |
| 22   | Anthony Davidson     | Super Aguri-Honda   | 1:29,059 | –          | –          | 21    |

Anmerkungen
1. ↑  Glock erhielt aufgrund eines Getriebewechsels und Behinderung Webbers eine Startplatzstrafe von zehn Plätzen.
2. ↑  Sutil erhielt aufgrund eines Motorenwechsels eine Startplatzstrafe von zehn Plätzen.

### Rennen
| Pos. | Fahrer               | Konstrukteur        | Runden | Stopps | Zeit        | Start | Schnellste Runde |
| ---- | -------------------- | ------------------- | ------ | ------ | ----------- | ----- | ---------------- |
| 01   | Lewis Hamilton       | McLaren-Mercedes    | 58     | 1      | 1:34:50,616 | 01    | 1:27,452 (39.)   |
| 02   | Nick Heidfeld        | BMW Sauber          | 58     | 2      | + 5,478     | 05    | 1:27,739 (41.)   |
| 03   | Nico Rosberg         | Williams-Toyota     | 58     | 2      | + 8,163     | 07    | 1:28,090 (41.)   |
| 04   | Fernando Alonso      | Renault             | 58     | 2      | + 17,181    | 11    | 1:28,603 (58.)   |
| 05   | Heikki Kovalainen    | McLaren-Mercedes    | 58     | 2      | + 18,014    | 03    | 1:27,418 (43.)   |
| 06   | Kazuki Nakajima      | Williams-Toyota     | 57     | 3      | + 1 Runde   | 13    | 1:29,639 (50.)   |
| 07   | Sébastien Bourdais   | Toro Rosso-Ferrari  | 55     | 2      | + 3 Runden  | 17    | 1:29,534 (22.)   |
| 08   | Kimi Räikkönen       | Ferrari             | 53     | 1      | + 5 Runden  | 15    | 1:27,903 (20.)   |
| –    | Robert Kubica        | BMW Sauber          | 47     | 2      | DNF         | 02    | 1:28,753 (15.)   |
| –    | Timo Glock           | Toyota              | 43     | 1      | DNF         | 19    | 1:29,558 (23.)   |
| –    | Takuma Satō          | Super Aguri-Honda   | 32     | 1      | DNF         | 18    | 1:30,892 (24.)   |
| –    | Nelson Piquet jr.    | Renault             | 30     | 1      | DNF         | 20    | 1:31,384 (20.)   |
| –    | Felipe Massa         | Ferrari             | 29     | 2      | DNF         | 04    | 1:28,175 (23.)   |
| –    | David Coulthard      | Red Bull-Renault    | 25     | 1      | DNF         | 08    | 1:29,502 (21.)   |
| –    | Jarno Trulli         | Toyota              | 19     | 0      | DNF         | 06    | 1:29,310 (18.)   |
| –    | Adrian Sutil         | Force India-Ferrari | 8      | 0      | DNF         | 22    | 1:32,021 (08.)   |
| –    | Mark Webber          | Red Bull-Renault    | 0      | 0      | DNF         | 14    | –                |
| –    | Sebastian Vettel     | Toro Rosso-Ferrari  | 0      | 0      | DNF         | 09    | –                |
| –    | Jenson Button        | Honda               | 0      | 0      | DNF         | 12    | –                |
| –    | Anthony Davidson     | Super Aguri Honda   | 0      | 0      | DNF         | 21    | –                |
| –    | Giancarlo Fisichella | Force India-Ferrari | 0      | 0      | DNF         | 16    | –                |
| DSQ  | Rubens Barrichello   | Honda               | 58     | 3      | + 1 Runde   | 10    | 1:28,736 (44.)   |

Anmerkungen
1. ↑  Barrichello beendete das Rennen als Sechster, wurde nachträglich allerdings disqualifiziert, weil er die Boxengasse trotz roter Ampel verlassen hatte.

## WM-Stände nach dem Rennen
Die ersten acht des Rennens bekamen 10, 8, 6, 5, 4, 3, 2 bzw. 1 Punkt(e).

### Fahrerwertung
| Pos. | Fahrer             | Konstrukteur       | Punkte |
| ---- | ------------------ | ------------------ | ------ |
| 01   | Lewis Hamilton     | McLaren-Mercedes   | 10     |
| 02   | Nick Heidfeld      | BMW Sauber         | 8      |
| 03   | Nico Rosberg       | Williams-Toyota    | 6      |
| 04   | Fernando Alonso    | Renault            | 5      |
| 05   | Heikki Kovalainen  | McLaren-Mercedes   | 4      |
| 06   | Kazuki Nakajima    | Williams-Toyota    | 3      |
| 07   | Sébastien Bourdais | Toro Rosso-Ferrari | 2      |
| 08   | Kimi Räikkönen     | Ferrari            | 1      |
| –    | Robert Kubica      | BMW Sauber         | 0      |
| –    | Timo Glock         | Toyota             | 0      |
| –    | Takuma Satō        | Super Aguri-Honda  | 0      |

| Pos. | Fahrer               | Konstrukteur        | Punkte |
| ---- | -------------------- | ------------------- | ------ |
| –    | Nelson Piquet jr.    | Renault             | 0      |
| –    | Felipe Massa         | Ferrari             | 0      |
| –    | David Coulthard      | Red Bull-Renault    | 0      |
| –    | Jarno Trulli         | Toyota              | 0      |
| –    | Mark Webber          | Red Bull-Renault    | 0      |
| –    | Adrian Sutil         | Force India-Ferrari | 0      |
| –    | Jenson Button        | Honda               | 0      |
| –    | Anthony Davidson     | Super Aguri-Honda   | 0      |
| –    | Sebastian Vettel     | Toro Rosso-Ferrari  | 0      |
| –    | Giancarlo Fisichella | Force India-Ferrari | 0      |

### Konstrukteurswertung
| Pos. | Konstrukteur       | Punkte |
| ---- | ------------------ | ------ |
| 01   | McLaren-Mercedes   | 14     |
| 02   | Williams-Toyota    | 9      |
| 03   | BMW Sauber         | 8      |
| 04   | Renault            | 5      |
| 05   | Toro Rosso-Ferrari | 2      |
| 06   | Ferrari            | 1      |

| Pos. | Konstrukteur        | Punkte |
| ---- | ------------------- | ------ |
| –    | Toyota              | 0      |
| –    | Super Aguri-Honda   | 0      |
| –    | Red Bull-Renault    | 0      |
| –    | Force India-Ferrari | 0      |
| –    | Honda               | 0      |